# أليخاندرو أندرادي
أليخاندرو أندرادي (بالإسبانية: Alejandro Andrade)‏ هو موظف مدني فنزويلي، ولد في 2 أغسطس 1964.